# Marche d'Istrie
 (mai 2025).
Si vous disposez d'ouvrages ou d'articles de référence ou si vous connaissez des sites web de qualité traitant du thème abordé ici, merci de compléter l'article en donnant les références utiles à sa vérifiabilité et en les liant à la section « Notes et références ».
1040–1918
Entités précédentes :
- Marche de Vérone

Entités suivantes :
- La Vénétie julienne au sein du  royaume d'Italie

La marche d'Istrie ou le margraviat d'Istrie (en allemand : Markgrafschaft Istrien ; en italien : Margraviato d'Istria ; en hongrois : Isztriai Őrgrófság; en slovène : Mejna grofija Istra) est à l'origine une marche carolingienne destinée à la défense de la frontière nord-est de l'Italie contre les Slaves et les Avars, puis contre les Magyars. Elle recouvrait la péninsule d'Istrie et comprenait le territoire conquis par le roi Pépin d'Italie (Carloman) en 789.
Après la dissolution de l'Empire carolingien, la péninsule faisait partie de la vaste marche de Vérone dans le Saint-Empire romain. Le margraviat impérial d'Istrie a été créé vers l'an 1040. À partir de 1374, les zones intérieures échurent aux territoires héréditaires des Habsbourg, tandis que les régions côtières à l'ouest furent conquises par la république de Venise.
Après le démembrement de la république de Venise en 1797, toute l'Istrie revint à la monarchie de Habsbourg et est devenue une terre de la Couronne au sein du Littoral autrichien en 1849. L'un des pays cisleithaniens de l'Autriche-Hongrie jusqu'à sa dislocation en 1918, elle a été annexée par le royaume d'Italie après la fin de la Première Guerre mondiale.

## Historique
À l'époque romaine, sous le règne des empereurs Auguste et Tibère, la péninsule faisait partie de la regio X Venetia et Histria au sein de l'Italie. Le Temple d'Auguste et l'amphithéâtre à Pula sont, entre autres, de remarquables traces de cette période.
Après la disparition de l'Empire romain d'Occident, l'Istrie, comme toute l'Italie, tombe sous la domination des Ostrogoths en 493, puis de l'Empire byzantin. Les régions au nord de la péninsule tombent sous le joug des Lombards en 568. À partir du VIIe siècle, les Carantanes, des Slaves ancêtres des Slovènes, les Horvates, Slaves ancêtres des Croates et les Istro-roumains, Romans orientaux venus des Balkans, s'installent aussi en Istrie.

### Marche carolingienne
En 789, la péninsule est conquise par les Francs conduit par le roi Pépin d'Italie (Carloman), un fils de Charlemagne. La seigneurie était divisée : la partie sud-ouest, à majorité italienne, est byzantine, tandis que la moitié nord-est, à majorité slovène et croate, a été dominée par les Carolingiens (c'est le seul endroit où les deux empires sont en contact). L'Istrie franque faisait initialement partie du vaste marquisat de Frioul au sein du royaume d'Italie jusqu'à la destitution du margrave Baldéric par l'empereur Louis le Pieux en 828. Sous le successeur de Baldéric, Évrard de Frioul, le territoire d'Istrie est administré par des comtes locaux.
Sur la base des dispositions du traité de Verdun, conclu en 843, l'Italie avec la péninsule d'Istrie faisait partie de la Francie médiane sous le règne de l'empereur Lothaire Ier, fils aîné de Louis le Pieux ; le haut-plateau du Carso au nord-est faisait frontière avec la Carniole appartenant à la Francie orientale sous son frère cadet Louis le Germanique. Peu de temps avant de mourir en 855, Lothaire Ier a soin de partager son empire entre ses trois fils par le traité de Prüm : l'aîné Louis II le Jeune hérita le royaume carolingien d'Italie avec l'Istrie. Après la mort de l'empereur Charles le Gros en 888, la suprématie sur l'Italie est un terrain de compétition entre les dynasties des Unrochides, margraves de Frioul, et des Widonides, ducs de Spolète. Au Xe siècle, la région d'Istrie fut à plusieurs reprises pillée par les Magyars.
Le premier margrave d'Istrie connu est un certain Winther (vers 933), installé sous le gouvernement de Hugues d'Arles, qui entre 926 et 946 régna l'Italie, en l’attribuant à son fils Lothaire II. Mais, celui-ci disparaît déjà en 950, et lui succède le marquis d’Ivrée, Bérenger II, petit-fils de Bérenger Ier, qui à son tour élit comme successeur son fils Aubert. Bérenger II, craignant luttes et intrigues pour le pouvoir, fit poursuivre la veuve de Lothaire II, Adélaïde de Bourgogne, qui s’adresse au roi allemand Otton Ier, pour lui demander aide sur l’usurpation de la couronne par Bérenger.

### Margraviat impérial

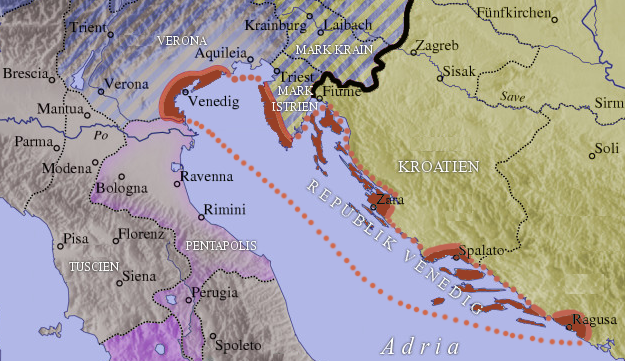
La marche d'Istrie (Mark Istrien) et la république de Venise au XIe siècle.

Otton intervient et détrône Bérenger en septembre 951. En même temps, la marche de Vérone (« marche de Vérone et d'Aquilée ») a été créée ; elle fait suite au marquisat de Frioul de l'empire carolingien qui s'étend du lac de Garde aux confins orientaux du royaume d'Italie. La marche a été initialement soumise au duc Henri Ier de Bavière ; après le soulèvement de son fils Henri II dit « le Querelleur », la marche est placée par l'empereur Otton II en 976 sous le contrôle du nouveau duché de Carinthie dont les dirigeants détiendront souvent le titre de « margrave de Vérone ».
Vers l'an 1040, sous le règne de Henri III, roi des Romains et également duc de Carinthie, la péninsule d'Istrie est separée de Vérone et élevée en marche immédiate. Le première margrave Poppo Ier, issu de la dynastie thuringienne de Weimar-Orlamünde, avait épousé Hadamut, la fille d'un comte Weriand, seigneur d'un vaste domaine dans l'est du Frioul et en Istrie. Poppo a également exercé la fonction du margrave de Carniole. Hadamut lui donne un fils Ulrich, qui succède à son père en 1045. 

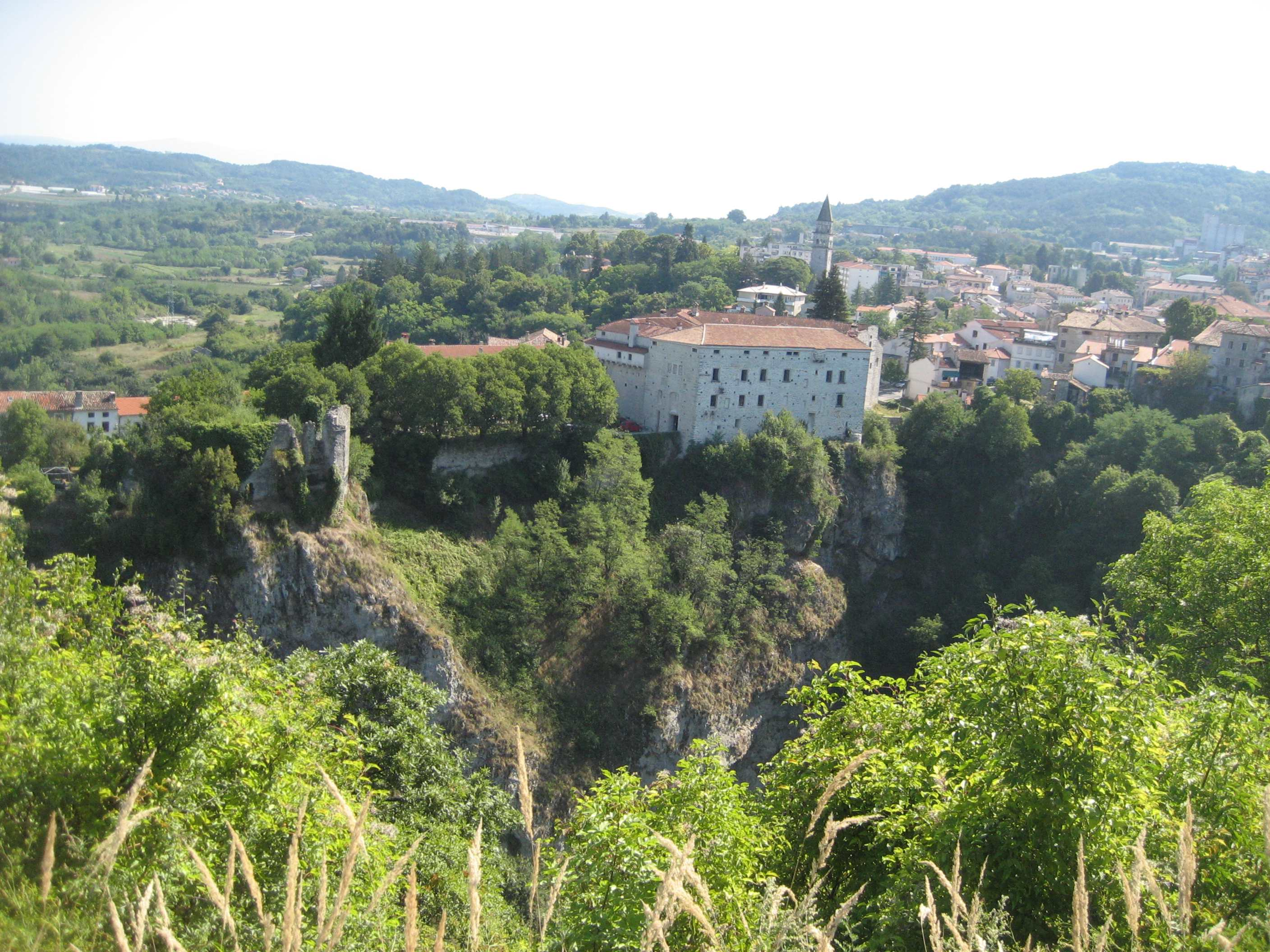
Château de Pazin.

En 1173, la dignité de margrave passe à la maison d'Andechs et bien que les patriarches d'Aquilée se soient fait attribuer le margraviat en 1203, le margrave Berthold d'Andechs, que l'empereur Frédéric Barberousse avait élevé à la dignité de « duc de Méranie » (c'est-à-dire la région côtière de l'Istrie), a réussi à se maintenir. En 1230, son petit-fils le margrave Otton II cède ses droits sur le margraviat à son frère le patriarche d'Aquilée, Berthold V d'Andechs. Le dernier duc de Méranie, Otton II, meurt sans enfants le 19 juin 1248 en Franconie. Ce qui reste du territoire passe ensuite aux comtes de Goritz, seigneurs au château de Pazin (Mitterburg), puis à la maison de Habsbourg, ducs d'Autriche, en 1374. 
Depuis le XVe siècle, la plupart des côtes et la moitié sud-est de l'Istrie que possédait le patriarche d'Aquilée était entre les mains de à la république de Venise (Stato da Màr), tandis que la partie nord-ouest et l'intérieur des terres appartiennent au monarchie de Habsbourg et faisait partie des domaines de l'Autriche intérieure. Pour longtemps, elle a été rattachée administrativement au duché de Carniole (district d'Adelsberg).

### Terre de la Couronne
Au cours de la guerre de la première coalition et la campagne d'Italie, les troupes de la République française sous le général Napoléon Bonaparte ont occupé la Venise le 16 mai 1797. Le dernier doge Ludovico Manin avait démissionné et par le traité de Campo-Formio conclu le 17 octobre, l'empereur François II, chef de la maison de Habsbourg, reçoit les domaines de la Sérénissime à l'est de la nouvelle République cisalpine, dont l'Istrie et la Dalmatie jusqu'à la baie de Kotor. Après l'effondrement de l'Empire français en 1814, la péninsule faisait partie du royaume d'Illyrie au sein de l'empire d'Autriche.

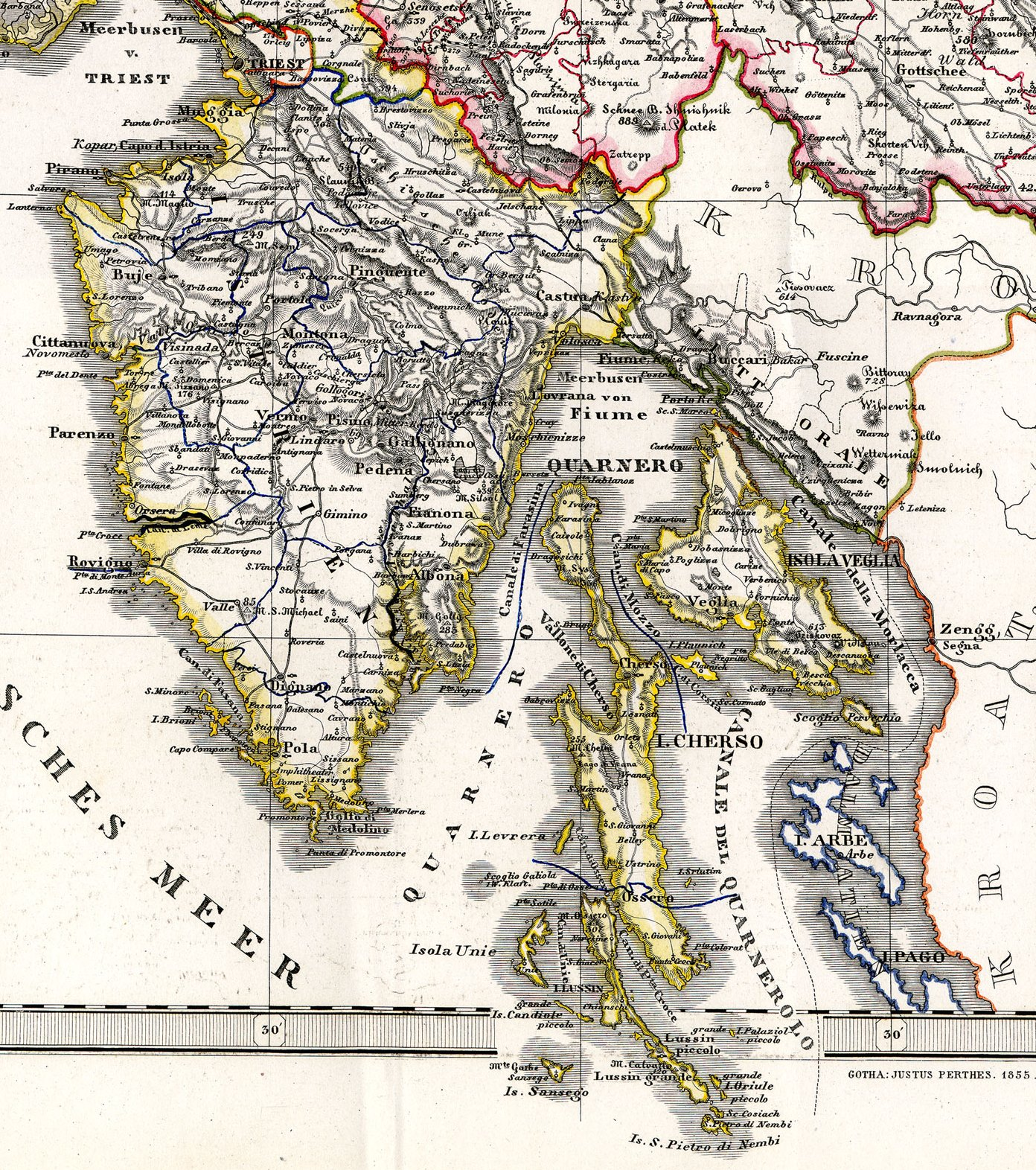
Carte de l'istrie, Justus Perthes, 1855.

Après la révolution autrichienne de 1848, le royaume d'Illyrie est dissous ; en 1849, les terres de la Couronne du Littoral autrichien sont apparues : le margraviat d'Istrie, le comté princier de Gorizia et Gradisca, et la ville impériale de Trieste. Par la patente de février adoptée par l'empereur François-Joseph Ier en 1861, les citoyens du margraviat se sont vu accorder le droit de déléguer des représentants à un Landtag avec un comité exécutif autonome. Un k.k. statthalter (gouverneur) responsable des trois pays du Littoral autrichien avait son siège à Trieste. Selon les dispositions du Compromis de 1867, le Littoral a fait partie intégrante des royaumes et pays représentés à la Diète d'Empire (Cisleithanie) au sein de la double monarchie d’Autriche-Hongrie. Le margraviat est divisé en sept districts : Capodistria (Koper), Lussin (Lošinj), Parenzo (Poreč), Pisiono (Pazin), Pola (Pula), Veglia (Krk) et Volosca-Abbazia.
Jusqu'à la Première Guerre mondiale, les villes côtières de Parenzo et Pola, le plus important port militaire de la marine austro-hongroise, ont connu une expansion économique considérable, tandis que l'arrière pays dépendait encore très fortement de l'agriculture, notamment de l'oléiculture et de la viticulture. En même temps, les litiges nationaux entre les inhabitants croates, italiens, slovènes et allemands  ne cessent de devenir plus intense. Durant la Grande Guerre, l'Istrie a été un théâtre du Front italien de l'Armée commune ; de nombreux habitants suspects pour être adeptes de l'irrédentisme ou du panslavisme ont été déportés. Au cours de la dissolution de l'Autriche-Hongrie, le gouvernement provincial a démissionné le 31 octobre 1918. Après l'armistice de Villa Giusti signé le 3 novembre, l'Istrie fut occupée par les forces du royaume d'Italie. Contre la résistance de la population croate et slovène, le territoire de l'ancien margraviat fut annexée par l'Italie et incorporée dans la Vénétie julienne.

## Margraves d'Istrie
- vers 933 : Winther ;
- vers 990/1001-1012 : Werihent/Werigand

### Comtes de Weimar-Orlamünde
- 1012-1044 : Poppo Ier de Weimar, également margrave de Carniole à partir de 1040 ;
- 1044-1070 : Ulrich Ier de Weimar, son fils, également margrave de Carniole (1060-1070).

### Maison d'Eppenstein
- 1070-1072 : Markwart d'Eppenstein ;
- 1072-1090 : Henri d'Eppenstien, duc de Carinthie (1090-1122).

### Maison de Sponheim
- 1090-1096 : Engelbert Ier de Sponheim ;
- 1093-1096 : Burchard de Sponheim.

### Comtes de Weimar-Orlamünde
- 1096-1098 : Poppo II de Weimar, fils d'Ulrich Ier, également margrave de Carniole ;
- 1098-1101/1107 : Ulrich II, son frère, également margrave de Carniole.

### Maison de Sponheim
- 1108-1124 : Engelbert II de Sponheim-Ortenbourg, duc de Carinthie (1124-1134)
- 1124-1173 : Engelbert III d'Istrie, son fils.

### Maison d'Andechs-Diessen
- 1173-1188 : Berthold III d'Andechs ;
- 1188-1204 : Berthold IV von Diessen ;
- 1204-1209 : Henri d'Andechs-Méranie, déposé, (mort en 1228) ;
- 1209-1215 : Louis Ier de Bavière, duc de Bavière ;
- 1215-1230 : Otto VII d'Andechs-Méranie ;
- 1230-1251 : Berthold V d'Andechs-Méranie, patriarche d'Aquilée.

### Maison de Habsbourg-Lorraine
- 1849-1916 : François-Joseph Ier, empereur d'Autriche
- 1916-1918 : Charles Ier, empereur d'Autriche.